# Christian Drosten
Christian Drosten (en allemand : /ˈkʁɪs.ti̯an ˈdʁɔs.tn/ , né en 1972 à Lingen) est un virologue allemand. « codécouvreur de l'ADN du virus du SRAS en 2003 », ses compétences ont été mises à contribution pour la gestion de la pandémie de Covid-19 en Allemagne, où il jouit d'une couverture médiatique importante au début de 2020.

## Biographie
Christian Drosten est élevé dans une ferme située à Gross Hesepe, dans l'arrondissement du Pays de l'Ems. Il obtient son diplôme de médecine en 2000 à l'Université Goethe de Francfort.
Sa thèse de doctorat (parue en 2001) à l'institut de Transfusion et d'Immuno-hématologie du Département du Don du Sang de la Croix-Rouge Allemande sur "L'établissement d'un test par réaction en chaîne par polymérase de criblage à haut-débit pour les virus immuno-déficients et les hépatites B par prise de sang" a eu la mention summa cum laude.

## Carrière
En 2000, Christian Drosten travaille à l'Institut Bernhard-Nocht de médecine tropicale de Hambourg. 
En 2007, il est nommé professeur et directeur de l'Institut de virologie de la Faculté de médecine de l'Université de Bonn.
En 2020, il occupe le poste de directeur de l'Institut de virologie de l'hôpital universitaire de la Charité de Berlin.

## Recherches
En 2003, il co-découvre avec Stephan Günther le virus de SARS-CoV-1 (SRAS). Ils mettent à disposition de l'OMS le protocole de dépistage. 

### Pandémie de Covid-19
Pour le coronavirus SARS-CoV-2, apparu en décembre 2019, l'équipe de recherche menée par Drosten développe avec la société de biotechnologie berlinoise, TIB Molbiol Syntheselabor GmbH, un test PCR, rendu librement disponible mi-janvier 2020, recommandé par l'OMS, et qui sert désormais de test dans le monde entier pour « détecter » le virus de la Covid-19.
Pendant toute la pandémie, Christian Drosten, sollicité par la chancelière Angela Merkel, conseille le gouvernement allemand, et fournit des informations à destination du grand public. Dès le mois d'avril 2020, il estime qu'une deuxième vague pourrait arriver en Europe à partir du mois d'octobre si les gestes barrières ne sont pas respectés. Fin avril, il révèle à The Guardian faire l’objet de menaces de mort.
En juin 2021, il émet l'hypothèse que l'origine du SARS-CoV-2 se trouve dans les élevages de chiens viverrins en Chine.
Depuis septembre 2020, il intervient, en alternance avec Sandra Ciesek, dans le podcast de la NDR ,Coronavirus-Update , où ils expliquent les contextes scientifiques de la pandémie de COVID-19.

## Distinctions
- Croix d'officier de l'ordre du Mérite de la République fédérale d'Allemagne